# 타이베이 첩운

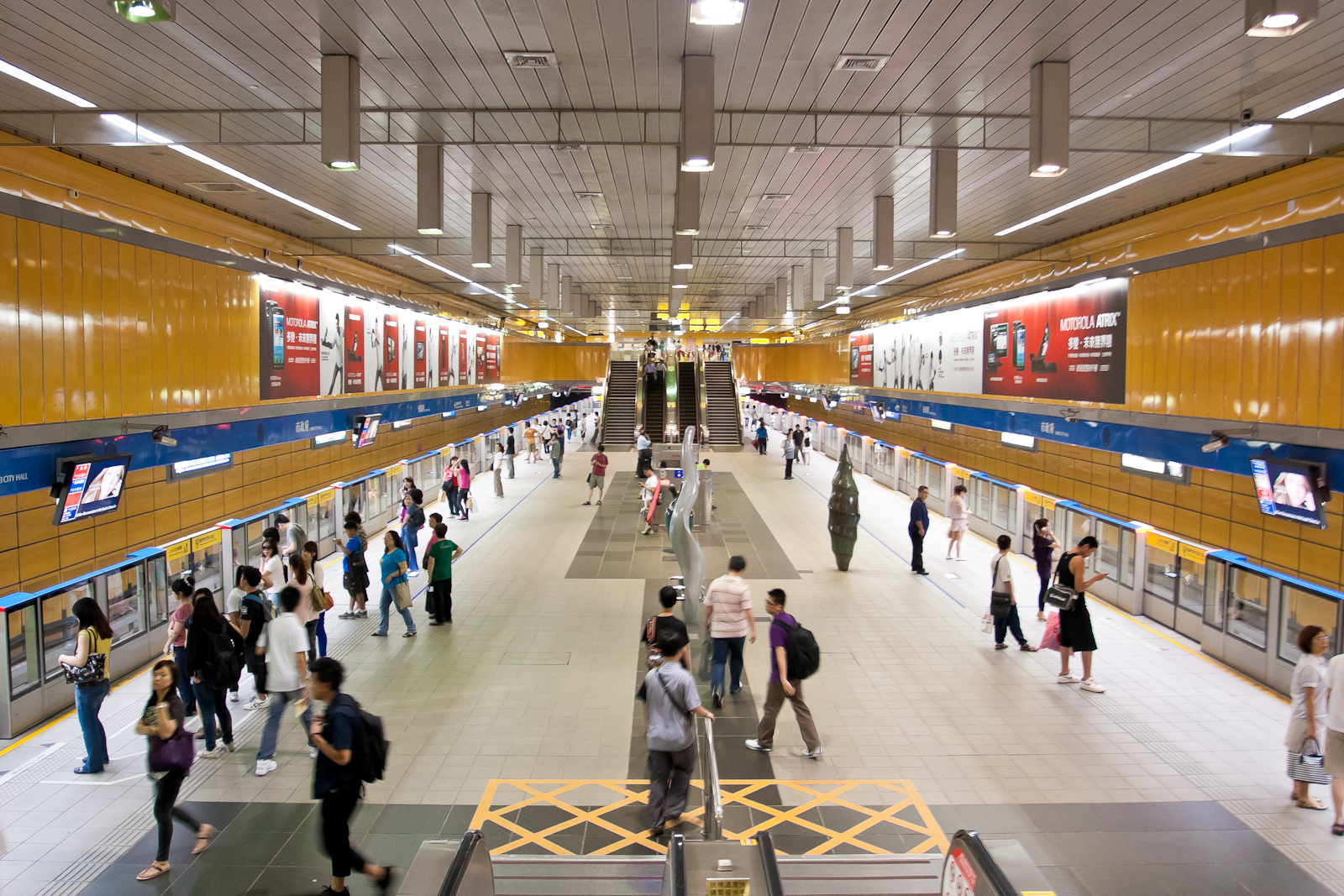
타이베이시청역

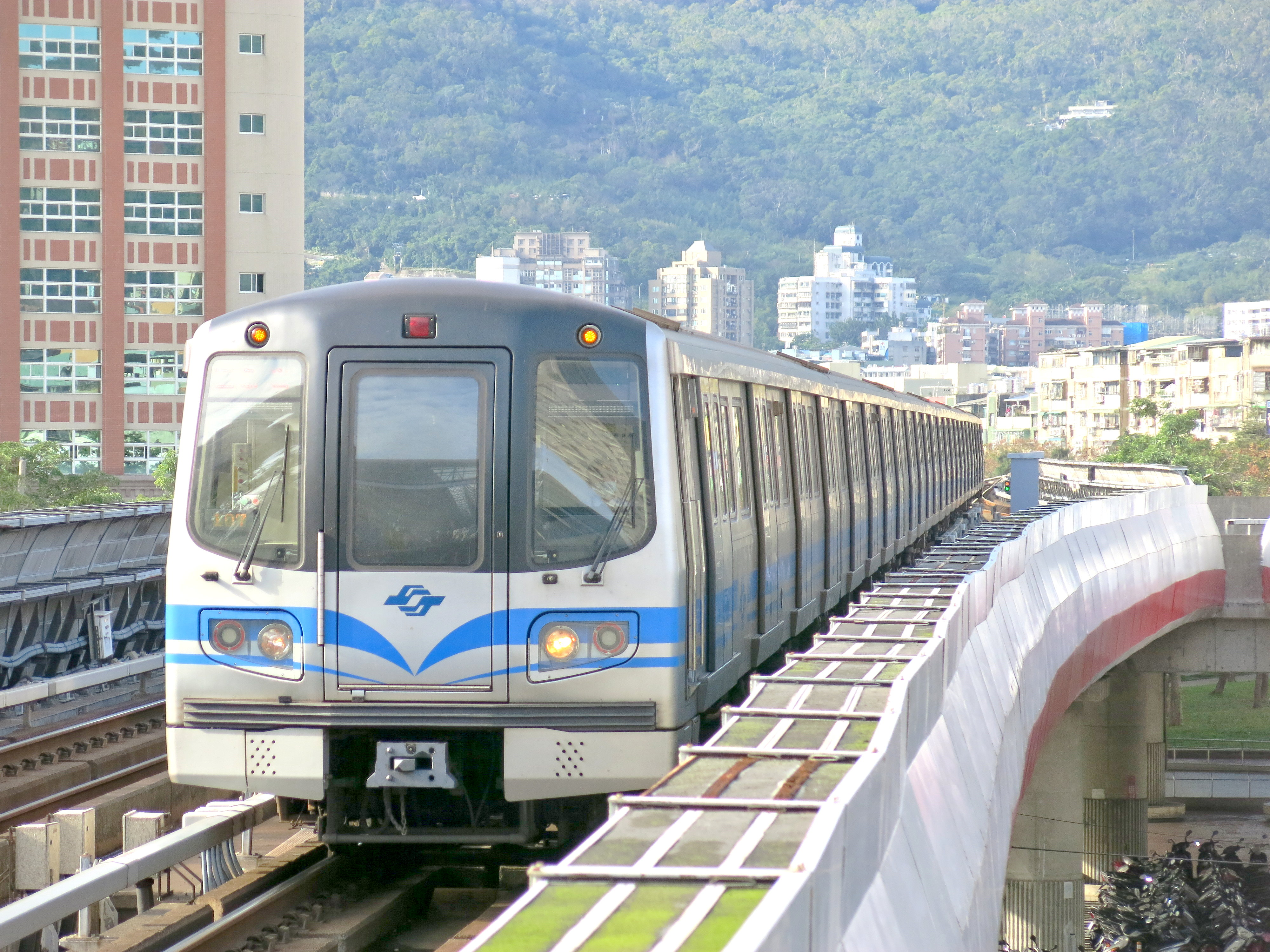
타이베이 첩운

타이베이 첩운(중국어 정체자: 臺北大眾捷運系統, 한자음: 대북대중첩운계통, 주음 부호: ㄊㄞˊ ㄅㄟˇ ㄉㄚˋ ㄓㄨㄥˋ ㄐ一ㄝˊ ㄩㄣˋ ㄒ一ˋ ㄊㄨㄥˇ, 타이베이 지하철)은 대만 타이베이 시내와 그 주변 지역의 만성적인 교통 체증을 완화시키기 위해 설치된 도시 철도(첩운) 체계이다. 대만 밖에서는 MRT 또는 타이베이 지하철(Taipei Metro)이라 알려져 있으며, 정식 명칭은 타이베이 도회구 대중 첩운(臺北都會區大眾捷運系統, Taipei Rapid Transit System)이다. 타이베이 MRT 공사(臺北大眾捷運公司, 주음부호: ㄊㄞˊ ㄅㄟˇ ㄉㄚˋ ㄓㄨㄥˋ ㄐ一ㄝˊ ㄩㄣˋㄍㄨㄥ ㄙ , TRTC)에 의해 운영된다. 1996년에 개통되었다. 
대부분의 차량은 일본이나 대한민국에서 수입해왔다.

## 노선
| 노선  | 노선                                 | 노선                 | 구간                     | 거리(km) | 거리(km) | 현재   | 체계   | 차량기지                        | 사용 차량             |
| ----- | ------------------------------------ | -------------------- | ------------------------ | -------- | -------- | ------ | ------ | ------------------------------- | --------------------- |
| BR    | 원후선(文湖線, 문호선)               | 네이후선             | 난강전람관－중산중학교   | 14.8     | 25.7     | 영업중 | 중     | 네이후 기지 무자 기지           | VAL256형 INNOVIA256형 |
| BR    | 원후선(文湖線, 문호선)               | 원산선               | 중산중학교－동물원       | 10.9     | 25.7     | 영업중 | 중     | 네이후 기지 무자 기지           | VAL256형 INNOVIA256형 |
| R     | 단수이신이선(淡水信義線, 담수신의선) | 단수이선             | 단수이－중정기념당       | 23.2     | 32.3     | 영업중 | 고     | 베이터우 기지                   | 301형 381형           |
| R     | 단수이신이선(淡水信義線, 담수신의선) | 신이선               | 중정기념당－샹산         | 7.9      | 32.3     | 영업중 | 고     | 베이터우 기지                   | 301형 381형           |
| R     | 단수이신이선(淡水信義線, 담수신의선) | 신이선               | 샹산－광츠/펑톈궁        | 7.9      | 32.3     | 건설중 | 고     | 베이터우 기지                   | 301형 381형           |
|       | 신베이터우 지선                      | 신베이터우 지선      | 베이터우－신베이터우     | 1.2      | 32.3     | 영업중 | 고     | 베이터우 기지                   | 371형3게（단조3절）   |
| G     | 쑹산신뎬선(松山新店線, 송산신점선)   | 쑹산선               | 쑹산－시먼               | 8.5      | 21.3     | 영업중 | 고     | 신뎬 기지                       | 371형3게 381          |
| G     | 쑹산신뎬선(松山新店線, 송산신점선)   | 샤오난먼선           | 시먼－중정기념당         | 1.6      | 21.3     | 영업중 | 고     | 신뎬 기지                       | 371형3게 381          |
| G     | 쑹산신뎬선(松山新店線, 송산신점선)   | 신뎬선               | 중정기념당－신뎬         | 9.3      | 21.3     | 영업중 | 고     | 신뎬 기지                       | 371형3게 381          |
|       | 샤오비탄 지선                        | 샤오비탄 지선        | 치장－샤오비탄           | 1.9      | 21.3     | 영업중 | 고     | 신뎬 기지                       | 371형3게（단조3절）   |
| O     | 중허신루선(中和新蘆線, 중화신로선)   | 중허선               | 구팅－난스자오           | 5.4      | 31.5     | 영업중 | 고     | 중허 기지 신좡 기지 루저우 기지 | 371형4게              |
| O     | 중허신루선(中和新蘆線, 중화신로선)   | 신좡선               | 후이룽－구팅             | 19.7     | 31.5     | 영업중 | 고     | 중허 기지 신좡 기지 루저우 기지 | 371형4게              |
| O     | 중허신루선(中和新蘆線, 중화신로선)   | 루저우선             | 루저우－다차오터우       | 6.4      | 31.5     | 영업중 | 고     | 중허 기지 신좡 기지 루저우 기지 | 371형4게              |
| BL    | 반난선(板南線, 판남선)               | 난강선               | 난강전람관－시먼         | 13.5     | 28.2     | 영업중 | 고     | 난강 기지 투청 기지             | 321형 341형           |
| BL    | 반난선(板南線, 판남선)               | 반차오선             | 시먼 －푸중              | 7.1      | 28.2     | 영업중 | 고     | 난강 기지 투청 기지             | 321형 341형           |
| BL    | 반난선(板南線, 판남선)               | 투청선               | 푸중－딩푸               | 7.6      | 28.2     | 영업중 | 고     | 난강 기지 투청 기지             | 321형 341형           |
| Y     | 환상선(環狀線)                       | 동환단               | 동물원－젠난루           |          |          | 계획중 | 중     | 남기지 북기지 동기지            |                       |
| Y     | 환상선(環狀線)                       | 북환단               | 젠난루－신베이산업단지   |          | 계획중   |        | 중     | 남기지 북기지 동기지            |                       |
| Y     | 환상선(環狀線)                       | 중환단               | 신베이산업단지－다핑린   |          | 영업중   |        | 중     | 남기지 북기지 동기지            |                       |
| Y     | 환상선(環狀線)                       | 남환단               | 다핑린－동물원           |          | 계획중   |        | 중     | 남기지 북기지 동기지            |                       |
|       | 완다중허수린선                       | 1단게                | 중정기념당－중허고등학교 |          |          | 건설중 | 종     | 진청 기지                       |                       |
| 2단게 | 완다중허수린선                       | 중허고등학교－후이룽 |                          | 계획중   |          |        | 종     | 진청 기지                       |                       |
|       | 진청창고 지선                        | 진청창고 지선        | 중허고교－쥐광           |          | 건설중   |        | 종     | 진청 기지                       |                       |
|       | 민성시즈선                           | 1단게                | 시즈구청－둥후           |          |          | 계획중 | 중     | 시즈 기지                       |                       |
| 2단게 | 민성시즈선                           | 둥후－다다오청       |                          | 계획중   |          |        | 중     | 시즈 기지                       |                       |
|       | 둥후 지선                            | 둥후 지선            | 샤서허우－네이거우       |          | 계획중   |        | 중     | 시즈 기지                       |                       |
|       | 서쯔선                               | 동서선               | 딩푸저우－톈무           |          |          | 계획중 | 경전철 | 서둥 기지 서난 기지             |                       |
|       | 서쯔선                               | 남북선               | 다차오터우－샤라오볘     |          | 계획중   |        | 경전철 | 서둥 기지 서난 기지             |                       |

## 구간운임
| 거리 (km)  | ≤5 | 5～8 | 8～11 | 11～14 | 14~17 | 17~20 | 20~23 | 23~27 | 27~31 | ≥31 |
| 운임 (NTD) | 20 | 25   | 30    | 35     | 40    | 45    | 50    | 55    | 60    | 65  |

## 차량

### 중수송량계통
- VAL256형 열차
  - 제조원: 프랑스 Matra
  - 수량: 52조 (26열)
  - 운영노선: 원산선(文山線) / 네이후선(內湖線)

### 고수송량계통
- C301형 열차
  - 제조원: 일본 가와사키 중공업
  - 수량: 44조(22열)
  - 운영노선: 단수이선(淡水線), 신베이터우 지선(新北投支線), 신뎬선(新店線), 중허선(中和線), 반난선(板南線)

- C321형 열차
  - 제조원: 독일 지멘스
  - 수량: 72조(36열)
  - 운영노선: 단수이선(淡水線), 신뎬선(新店線), 중허선(中和線), 반난선(板南線), 투청선(土城線), 샤오난먼선(小南門支線), 샤오비탄 지선(小碧潭支線)
  - 이제의 주력차량

- C341형 열차
  - 제조원: 독일 지멘스
  - 수량: 12조(6열)
  - 운영노선: 반난선(板南線), 투청선(土城線)

- C371형 열차
  - 제조원: 일본 가와사키 중공업
  - 수량: 107조
  - 운영노선: 미결정

## 역사

### 개통일정
- 1986년 3월: 중화민국 행정원에서 타이베이 지하철계통을 연구하고 다음해 노선을 결정했다.
- 1988년 12월: 타이베이 지하철 착공
- 1996년
  - 3월
    - 무자선(木柵線) 전선개통.
- 1997년
  - 3월
    - 단수이선(淡水線) 단수이(淡水) -중산(中山) 구간 개통.
    - 신베이터우 지선(新北投支線) 전선개통.

  - 12월
    - 단수이선(淡水線) 중산(中山)- 타이베이역(台北車站) 구간 연장.
- 1998년
  - 12월
    - 중허선(中和線) 전선개통.
    - 신뎬선(新店線) 중정기념당(中正紀念堂)-구팅(古亭) 구간 연장.
    - 단수이선(淡水線) 타이베이역(台北車站)-중정기념당(中正紀念堂) 구간 연장되어서 전선개통.
- 1999년
  - 11월
    - 신뎬선(新店線) 구팅(古亭)-신뎬(新店) 연장되어서 전선개통.

  - 12월
    - 난강선(南港線) 룽산쓰(龍山寺)-타이베이시청(市政府) 구간 개통.
- 2000년
  - 8월
    - 반차오선(板橋線) 룽산쓰(龍山寺)-신푸(新埔) 구간 연장.
    - 샤오난먼선(小南門線) 전선개통.

  - 12월
    - 난강선(南港線) 타이베이시청(市政府)-쿤양(昆陽) 구간 연장.
- 2004년
  - 9월
    - 샤오비탄 지선(小碧潭支線) 전선개통.
- 2006년
  - 5월
    - 반차오선(板橋線) 푸중(府中)-신푸(新埔) 연장되어서 전선개통.
    - 투청선(土城線) 융닝(永寧)-푸중(府中) 연장 개통.
- 2008년
  - 12월
    - 난강선(南港線) 쿤양(昆陽)-난강(南港) 연장 개통.
- 2009년
  - 7월
    - 네이후선(內湖線) 중산중학교(中山國中)-난강전람관(南港展覽館) 연장되어서 전선개통.
- 2010년
  - 11월
    - 루저우선(蘆洲線) 루저우(蘆洲)─다차오터우(大橋頭) 및, 신좡선(新莊線) 다차오터우(大橋頭)─중샤오신성(忠孝新生) 구간 개통.
- 2011년
  - 2월
    - 난강선(南港線) 난강(南港)-난강전람관(南港展覽館) 연장 개통.
- 2012년
  - 1월
    - 신좡선(新莊線) 푸런대학(輔大)-다차오터우(大橋頭) 연장 개통.

  - 9월
    - 신좡선(新莊線) 중샤오신성(忠孝新生)-구팅(古亭) 연장 개통.
- 2013년
  - 6월
    - 신좡선(新莊線) 푸런대학(輔大)-후이룽(迴龍) 연장되어서 전선개통.

  - 11월
    - 신이선(信義線) 중정기념당(中正紀念堂)-샹산(象山) 연장되어서 전선개통.
- 2014년
  - 11월
    - 쑹산선(松山線) 시먼 (西門)-쑹산 (松山) 연장되어서 전선개통.

- 2015년
  - 7월
    - 투청선(土城線) 딩푸(頂埔)-융닝(永寧) 연장되어서 전선개통.

- 2020년
  - 1월
    - 환상선 다핑린~신베이산업단지역  우선개통

## 역
타이베이 MRT에는 모두 80개의 역이 운영중이다. 그 중 7개 역이 환승역이다.

### 역의 형태
노선 형식과 용지 면적의 차이에 따라 다음과 같이 나뉜다.
- 고가역: 타이베이 첩운 원후선의 쑹산 공항역과 다즈역을 제외한 모든 구간의 역, 타이베이 첩운 단수이신이선의 베이터우역부터 위안산 역까지의 모든 구간의 역, 타이베이 MRT 신베이터우 지선(新北投支線)의 베이터우역부터 신베이터우역까지의 모든 구간의 역, 타이베이 MRT 샤오비탄 지선(小碧潭支線)의 샤오비탄역
- 평면역: 단수이신이선 훙수린역에서 푸싱강역사이의 모든 구간의 역
- 지하역: 위에 서술한 역을 제외한 모든 구간의 역

### 승강장
- 섬식 승강장: 대부분의 중전철 노선역과 원후선의 난강 전람관역, 시후역, 다즈역, 쑹산 공항역
- 상대식 승강장 :

- 원후선: 난강 전람관역, 시후역, 다즈역, 쑹산 공항역을 제외한 모든 역
- 단수이신이선: 훙수린역부터 푸싱강역까지의 모든 역
- 쑹산신뎬선: 치장역, 신뎬 구청역 / 샤오비탄 지선: 샤오비탄역
- 복층식 승강장: 2개의 단일 승강장이 상층과 하층에 나뉘어 설치된 방식

- 섬식 복층 승강장: 시먼역, 중정 기념당역, 둥먼역 (환승역에 주로 적용)
- 단선식 복층 승강장: 융안시장역, 징안역, 푸중역 (부지가 부족할 경우 주로 적용)
- 혼합식 승강장: 역사 내에 동시에 단선식과 섬식 두가지 종류의 승강장이 모두 있는 방식으로, 베이터우역이 유일한 혼합식 승강장이 적용된 역사이다.

### 승강장 안전차단문(스크린도어)
밀폐형 안전차단문: 원후선의 전역에 설치되어있다. 현재 공사중인 신좡선, 루저우 지선, 신이선, 쑹산선, 반난선의 난강 전람관역과 딩푸역 등 신설역사에 모두 설치할 예정이다.
반밀폐형 안전차단문: 타이베이역과 중샤오 푸싱역에 설치되어있다. 승객의 안전을 위하여, 타이베이 시청역, 국부 기념관역, 위안산역 등에 2010년 말까지 추가 설치할 예정이다.

## 역 이름 구성
역의 명칭과 자수는 2~6자로 구성된다.
- 역 이름 구성의 주요 원칙

- 역 소재지의 현재 지명, 주변 길이름, 주변 명승 고적, 주변 교차로 이름

예) 단수이역(지명), 민취안시루역(길이름), 중정 기념당역(명승), 즈산역(고적, 즈산옌(芝山岩)에서 유래), 중샤오 신성역, 중샤오푸싱역, 중샤오둔화역(이상 교차로)

- 역 소재지의 옛 지명 혹은, 시민들에게 익숙한 새 지명

예) 치리안역, 솽롄역, 치장역, 궁관역(이상 옛 지명), 스파이(새 지명)

- 역 소재지 부근의 지표 및 건축물

예) 타이뎬다러우(타이완 전력)역, 타이완 대학 부속병원역, 완팡 병원역, 난강 전람관역, 쑹산 공항역, 커지다러우(기술 빌딩)역, 난강 소프트웨어 단지역

- 특수한 경우

예) 훙수린역(주변의 홍슈린(맹그로브) 보호구에서 따옴)

### 부기 역명
시민의 의견이 있는 경우, 또는, 출입구 용지를 기관이나 학교에서 출입구 용지를 제공한 경우, 'MRT 역명 변경 혹은 역명 주석 명칭에 관한 원칙(捷運車站更名或車站站名加註名稱之原則)'에 따라, 본래 역 이름 뒤에 괄호와 함께 주석의 방식으로 별칭을 적는다. 일반적으로 이러한 경우 주석 명칭을 '부역명'이라고 부른다. 현재 10여 개의 역에 부역명이 존재한다.
- 단수이선(淡水線)

스파이역(石牌站)-퇴역군인 종합병원(榮總)
- 신뎬선(新店線) 및 샤오비탄 지선(小碧潭支線)

궁관역(公館站)-타이완대학(臺灣大學), 샤오비탄역(小碧潭站)-신뎬 고등학교(新店高中)
- 반난선(板南線)

중샤오신성역(忠孝新生站)-타이베이 과학기술대학(臺北科大), 푸중역(府中站)-린번위엔 화원(林家花園), 허우산피역(後山埤站)-우펀푸 상권(五分埔商圈)
- 네이후선(內湖線)

다즈역(大直站)-스젠 대학(實踐大學), 젠난루(劍南路站)-미라마(美麗華), 시후역(西湖站)-더밍 과학기술대학(德明科大), 원더역(文德站)-비후 공원(碧湖公園)
- 루저우선(蘆洲線) 및 신좡선(新莊線)

중산 초등학교역(中山國小站)-칭광 상권(晴光商圈), 다차오터우역(大橋頭站)-다차오 초등학교(大橋國小)

### 중문 역명 변경
일부 역은 실제 운영 전, 시민의 의견을 반영하여 역명을 변경하기도 하였다.
- 홍수린역(紅樹林) - 본래 역명은 첸전린(芊蓁林)이었으나, 후에 보호구역의 이름을 역 이름으로 삼음
- 밍더역(明德) - 본래 역명은 톈무(天母)였으나, 톈무 지구에서 거리가 먼 관계로 역사 근처의 길 이름을 역 이름으로 삼음
- 야둥 병원역(亞東醫院) - 본래 역명은 난쯔(湳子)였으나, 후에 역 근처에 새로운 지표가 생겨 병원 이름을 역 이름으로 삼음

### 영문 역명 변경
현재까지, 개통 후에 중문 역명을 바꾸는 경우는 없었다. 반면, 영문 역명은 지속적으로 바뀌어 왔다. MRT 개통 초기, 영문 역명은 본래 웨이드식 병음을 채택하여 사용하였다. 하지만, 단수이역(Danshui)만은 서방각국이 청조 이래로 대만어의 발음을 본따 불러 온, 탐수이(Tamsui)로 표기하였다. 후에, 타이베이 시 당국이 영문지명 표기방식을 웨이드식이 아닌 한어병음식으로 변경하면서, 약 700만 신 대만 달러를 사용하여 각 역의 병음 표시를 변경하였다. 그중에 타이베이의 영문명칭인 타이페이(Taipei)는 이미 국제적으로 통용되고 있었으므로, 타이베이역의 영문 역명은 한어병음식의 타이베이(Taibei)가 아닌 타이페이(Taipei)로 사용하고 있다.
반면, 타이베이 현 당국은 이전에 통용병음식을 채택하였으므로, 신베이 시 관할 구역에 있는 일부 역에서는 통용병음식 병음을 주석으로 달아 사용하고 있다.
예)반차오역(板橋站)의 영문 표기 - Banciao (Panchiao)

## 방송

### MRT 역 및 열차 내에서의 방송
각 언어의 평등에 관한 법령에 의거, 타이베이 MRT 역사와 열차 내에서는 무자선(木柵線, 현 원산선)이 설치된 시기부터 사용되어오던 타이완 표준 중국어(國語), 영어 순서의 방송이, 현재의 타이완 표준 중국어, 한국어, 대만어(臺語), 타이완 객가어(客家話), 영어 순을 거쳐 현재는 표준중국어-영여-민난어-객가어 순으로 이어지고 있다.

### 열차 출발 경고음
열차가 출발 준비를 할 때, 열차 문을 닫을 때에 승강장 방송 시스템에서 경고음을 방송한다. 원래의 경고음은 심하게 자극적이라는 의견이 제기되었다 구팅역을 제외한 중허선의 각 역에서 부드러운 음악을 경고음으로 하는 시스템이 시범 운영되었다. 두 가지의 경고음 사용에 각각 좋은 점과 나쁜 점이 존재하였기에, 특별한 변화 없이 각 역에서는 본래의 경고음을 사용하였다. 중허선 각 역의 음악 경고음은 여전히 바뀌지 않고 사용되고 있으므로, 두 가지의 경고음이 각각 존재하는 현상이 벌어졌다.

### 문 열림 경고음
371형 전동차부터, 기체압축식 문에서 전동식 문으로 바뀌면서, 소음이 현저히 줄었다. 이것이 시각장애인에게는 또 하나의 문젯거리가 되었다. 그래서, 열차에 문 열림 경고음 시스템을 설치하였다. 또한, 타이베이 첩운 원후선의 봄바르디어 열차에서는 문이 열릴 때와 닫힐 때, 한 종류의 '두-두-'하는 매우 짧은 소리로 문 열림과 닫힘을 표시하도록 했다.

### 개문 방향 안내 방송
타이베이 MRT 공사에서는 시각 장애인을 위한 배려로, 열차 문이 열리는 방향을 알려주기 위해 전동차 내에서 개문 방향 안내 방송을 실시한다. 2010년까지 전선의 역 도착방송에 추가로 개문 방향 안내 방송을 실시하도록 하였다.

### 발빠짐 주의, 환승역 및 공익방송
열차가 특정역에 도착할 때, 도착역 안내 방송에 발빠짐 주의 방송을 더하여 방송한다. 또한, 환승역에 도착할 때에도 환승 안내 방송을 실시한다. 역간 거리가 길 경우, 공익 안내 방송을 내보내기도 한다.
당초는 중국어, 영어, 대만어, 객가어였지만 현재는 중국어, 영어, 한국어, 대만어, 객가어로 되어 있다.

### 마오쿵케이블카에 관한 방송
마오쿵 케이블카(貓空纜車)는 타이베이 MRT 공사에서 운영하는 관광용 케이블카이다. 마오콩 케이블카는 날씨의 변화에 따라 운행이 제한되기 때문에, 날씨의 영향으로 마오콩 케이블카 운행이 중단될 경우 승객들에게 운행 상황에 대한 안내방송을 내보낸다.

## 기타

### 사업활동
MRT 개통 초기, MRT 역사에서는 절대로 음식을 먹을 수 없었기 때문에, 무자선(木柵線)의 각 역에는 서점, 신문 및 잡지류 판매점 등만이 설치되었다. 후에 음식 섭취를 금하는 구역의 범위를 좁혀, 다양한 종류의 매장이 생겨났다. 일부 역에는 지하상가가 생겨 운영되고 있는데, 이러한 지하상가에서는 다양인 상업활동이 이루어지고 있다.

#### 현재 MRT 역사와 연계되어 운영중인 지하상가
- 중산 지하상가: 솽롄역 - 중산역 - 타이베이역
- 타이베이역 지하상가: 타이베이역(MRT) 지하 1층
- 역전 지하상가: 타이베이역(MRT) 서측의 중샤오시루 지하
- 타이베이 지하상가: 타이베이역(MRT) 서북측의 정저우루, 스민다다오 지하
- 타이베이 신스제 쇼핑센터: TRA 타이베이역과 MRT 타이베이역 사이의 지하공간
- 시먼 지하상가: 시먼역의 북측 (현재 사무실과 도서관으로 사용 중)
- 룽산쓰 지하상가 및 룽산상창: 룽산쓰역의 남북 양측
- 둥취 지하상가: 중샤오 푸싱역 - 중샤오 둔화역

## 같이 보기
- 세계 각국의 도시 철도